# كليات البنات في الولايات المتحدة

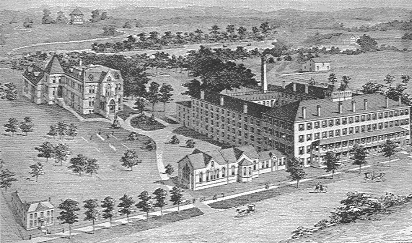
كلية ماونت هوليوك (ماونت هوليوك مدرسة نسائية) في عام 1837

كليات البنات في الولايات المتحدة هي مؤسسات أمريكية للتعلم العالي هي من جنس واحد التي تقبل فقط الطالبات أنها غالبا ما تكون كليات الفنون الحرة. هناك ما يقرب من ثلاثة وأربعين كلية نشطة للمرأة في الولايات المتحدة.

## روابط خارجية
- تحالف كليات البنات